# Isidore
Isidore ist ein männlicher Vorname.

## Herkunft und Bedeutung
Der Name ist aus dem griechischen Isis (Name einer ägyptischen Gottheit) und doron (Geschenk) zusammengesetzt, was Geschenk der Isis bedeutet. Es ist die englische und französische Variante des Namens Isidor.

## Namensträger
- Isidore Battikha (* 1950), syrischer Erzbischof von Homs (Syrien)
- Isidore Borecky (1911–2003), erster Bischof der ukrainischen griechisch-katholischen Kirche von Toronto
- Isidore Canevale (1730–1786), österreichischer Architekt
- Isidore Clut (1832–1903), französischer Ordensgeistlicher und römisch-katholischer Weihbischof
- Isidore Cohen (1922–2005), US-amerikanischer Kammermusiker und Geiger
- Isidore Marie Auguste François Xavier Comte (1798–1857), französischer Mathematiker, Philosoph und Religionskritiker
- Isidore Laurent Deroy (1797–1886), französischer Landschafts- und Vedutenmaler, Aquarellist und Lithograf
- Isidore Dollinger (1903–2000), US-amerikanischer Jurist und Politiker
- Isidore Lucien Ducasse (1846–1870), französischer Dichter und Schriftsteller
- Isidore Marie Joseph Dumortier (1869–1940), französischer Bischof und Vikar
- Isidore Epstein (1913–1986), US-amerikanischer Musiker
- Isidore Jacob Gudak (1916–2009), britischer Mathematiker und Kryptologe
- Isidore Haiblum (1935–2012), US-amerikanischer Schriftsteller
- Isidore Isou (1925–2007), französischer Autor
- Isidore Konti (1862–1938), US-amerikanischer Bildhauer
- Isidore-Edouard Legouix (1834–1916), französischer Komponist
- Isidore Loeb (1839–1892), französischer Rabbiner, und Erforscher der Geschichte der französischen und spanischen Juden
- Isidore Mankofsky (1931–2021), US-amerikanischer Kameramann
- Isidore Mvouba (* 1954), Premierminister der Republik Kongo
- Isidore Ostrer (1889–1975), englischer Finanzier und Filmproduzent
- Isidore Philipp (1863–1958), französischer Pianist und Musikpädagoge
- Isidore Pils (1813–1875), französischer Maler und Aquarellist
- Isidore Geoffroy Saint-Hilaire (1805–1861), französischer Zoologe und Ethnologe
- Isidore Singer (1859–1939), austroamerikanischer Schriftsteller und Lexikograph
- Isidore Soucy (1899–1963), kanadischer Fiddlespieler und Komponist
- Isidore de Souza (1934–1999), beninischer römisch-katholischer Geistlicher und Erzbischof von Cotonou
- Isidore Strauss (1845–1912), US-amerikanischer Geschäftsmann und Politiker
- Isidore Thivrier (1874–1944), französischer Politiker
- Isidore Washington (1907–1984), US-amerikanischer Pianist

Zweit- und Zwischenname
- Israel Isidore Beilin (1888–1989), US-amerikanischer Komponist
- Charles Matthieu Isidore Decaen (1769–1832), französischer General
- Victor-Augustin-Isidore Dechamps (1810–1883), belgischer Theologe, Erzbischof und Kardinal
- Louis Isidore Duperrey (1786–1865), französischer Entdecker, Seefahrer und Kartograph
- Rémy-Isidore Exelmans (1775–1852), französischer Marschall
- Jean Ignace Isidore Gérard (1803–1847), französischer Zeichner, Buchillustrator und Karikaturist
- Maximilien Marie Isidore de Robespierre (1758–1794), französischer Politiker

Familienname
- Noa Isidore (* 2004), französischer Radrennfahrer

## Sonstiges
- eine französische Meta-Suchmaschine, mit Fokus auf elektronische Ressourcen der Geistes- und Sozialwissenschaften, ein 2011 lanciertes Angebot des CNRS-Projektes „Huma-Num“

## Varianten
- Isidor
- Isidora
- Isidorus
- Isadore